# Gustavo Bebianno
Gustavo Bebianno (Rio de Janeiro, 18 gennaio 1964 – Teresópolis, 14 marzo 2020) è stato un politico e avvocato brasiliano.

## Biografia
Laureato alla Pontifícia Università Cattolica di Rio de Janeiro, fu per un brevissimo periodo (gennaio-febbraio 2019) segretario generale della presidenza della repubblica brasiliana nel governo di Jair Bolsonaro.
Bebianno morì improvvisamente il 14 marzo 2020 per un infarto.